# Pugilato ai Giochi della XXIII Olimpiade
Gli incontri di pugilato ai Giochi della XXIII Olimpiade si svolsero dal 29 luglio all'11 agosto presso il Memorial Sports Arena di Los Angeles.

## Podi
| Evento                          | Oro              | Argento            | Bronzo                              |
| Pesi mosca leggeri (dettagli)   | Paul Gonzales    | Salvatore Todisco  | Marcelino Bolivar Keith Mwila       |
| Pesi mosca (dettagli)           | Steve McCrory    | Redžep Redžepovski | Eyüp Can Ibrahim Bilali             |
| Pesi gallo (dettagli)           | Maurizio Stecca  | Héctor López       | Dale Walters Pedro Nolasco          |
| Pesi piuma (dettagli)           | Meldrick Taylor  | Peter Konyegwachie | Omar Catarí Turgut Aykaç            |
| Pesi leggeri (dettagli)         | Pernell Whitaker | Luis Ortiz         | Chun Chil-Sung Martin Ndongo-Ebanga |
| Pesi super leggeri (dettagli)   | Jerry Page       | Dhawee Umponmaha   | Mircea Fulger Mirko Puzović         |
| Pesi welter (dettagli)          | Mark Breland     | An Young-Su        | Joni Nyman Luciano Bruno            |
| Pesi medio leggeri (dettagli)   | Frank Tate       | Shawn O'Sullivan   | Christophe Tiozzo Manfred Zielonka  |
| Pesi medi (dettagli)            | Shin Joon-Sup    | Virgil Hill        | Aristides González Mohamed Zaoui    |
| Pesi massimi leggeri (dettagli) | Anton Josipović  | Kevin Barry        | Evander Holyfield Mustapha Moussa   |
| Pesi massimi (dettagli)         | Henry Tillman    | Willie DeWit       | Angelo Musone Arnold Vanderlyde     |
| Pesi super massimi (dettagli)   | Tyrell Biggs     | Francesco Damiani  | Robert Wells Aziz Salihu            |

## Medagliere
| Posizione | Paese           | Oro | Argento | Bronzo | Totale |
| --------- | --------------- | --- | ------- | ------ | ------ |
| 1         | Stati Uniti     | 9   | 1       | 1      | 11     |
| 2         | Italia          | 1   | 2       | 2      | 5      |
| 3         | Jugoslavia      | 1   | 1       | 2      | 4      |
| 4         | Corea del Sud   | 1   | 1       | 1      | 3      |
| 5         | Canada          | 0   | 2       | 1      | 3      |
| 6         | Porto Rico      | 0   | 1       | 1      | 2      |
| 7         | Messico         | 0   | 1       | 0      | 1      |
| 7         | Nuova Zelanda   | 0   | 1       | 0      | 1      |
| 7         | Nigeria         | 0   | 1       | 0      | 1      |
| 7         | Thailandia      | 0   | 1       | 0      | 1      |
| 11        | Algeria         | 0   | 0       | 2      | 2      |
| 11        | Turchia         | 0   | 0       | 2      | 2      |
| 11        | Venezuela       | 0   | 0       | 2      | 2      |
| 14        | Germania Ovest  | 0   | 0       | 1      | 1      |
| 14        | Rep. Dominicana | 0   | 0       | 1      | 1      |
| 14        | Finlandia       | 0   | 0       | 1      | 1      |
| 14        | Francia         | 0   | 0       | 1      | 1      |
| 14        | Gran Bretagna   | 0   | 0       | 1      | 1      |
| 14        | Camerun         | 0   | 0       | 1      | 1      |
| 14        | Kenya           | 0   | 0       | 1      | 1      |
| 14        | Paesi Bassi     | 0   | 0       | 1      | 1      |
| 14        | Romania         | 0   | 0       | 1      | 1      |
| 14        | Zambia          | 0   | 0       | 1      | 1      |
| Totale    | Totale          | 11  | 11      | 22     | 44     |